# Kim Jae-won
Kim Jae-won (18 février 1981) est un acteur sud-coréen. Il a souvent joué dans des Drama coréen (Romance (2002), Can You Hear My Heart (2011), May Queen (2012), Scandal: A Shocking and Wrongful Incident (2013)...).

## Filmographie
- 2004 : 100 Days with Mr. Arrogant